# Spence
Spence a főváros, Canberra egyik elővárosa Belconnen kerületben. A város William Spence-ről kapta nevét, aki ausztrál politikus volt . A város utcáit ausztrál szakszervezeti aktivistákról nevezték el. A legközelebbi külvárosok Spencehez: Fraser, Melba,  Evatt. A külvárost az Owen Dixon Drive, a Kuringa Drive, az Alpen Street és a Copland Drive határolja.
A Spence Primary School-t 1977-ben alapították, később összeolvadt a Melba Primary School-lal. Az iskolát az alacsony beiskolázásoknak köszönhetően 1998-ban bezárták. 
Az iskola korábbi épületei ma a Mount Rogers Community anglikán templomnak adnak otthont. Az úgy nevezett "Coffee Corner" (kávésarok) szintén az épületben található és szintén az egyház működteti.
Spence a vizek városa az északi külvárosok között. A víztornyot egy dombra építették, de csak alacsony víznyomást tud biztosítani.
A helyi bevásárlóközpontban van a helyi egészségügyi központ, valamint hentes, fodrász, pék, gyógyszertár és a többi megszokott üzlet található itt.

## Földrajza
A szilur földtörténeti korból származó riodácit kőzeteket lehet találni a város területének déli részén, illetve a városközpontban, amelyek a Hawkin vulkán működésének tanúi.

## Fordítás
Ez a szócikk részben vagy egészben  a   Spence, Australian Capital Territory című angol Wikipédia-szócikk ezen változatának fordításán alapul.  Az eredeti cikk szerkesztőit annak laptörténete sorolja fel. Ez a jelzés csupán a megfogalmazás eredetét és a szerzői jogokat jelzi, nem szolgál a cikkben szereplő információk forrásmegjelöléseként.